# انزجار (فیلم)
انزجار (به انگلیسی: Repulsion) عنوان فیلمی است در سال ۱۹۶۵، از رومن پولانسکی که فیلم‌نامۀ آن کار مشترک جرارد براچ (Gerard Brach) و رومن پولانسکی است. این فیلم اولین فیلم انگلیسی زبان پولانسکی است و در بریتانیا فیلم‌برداری شده‌است. کاترین دنو، یان هنری (Ian Hendry)، جان فریسر (John Fraser)، یونه فِرنوکس (Yvonne Furneaux)، به همراه خود رومن پولانسکی که در یکی از صحنه‌های فیلم ظاهر می‌شود، در این فیلم ایفای نقش می‌کنند. این فیلم به عنوان یک شاهکار مهیج روانی مورد بررسی قرار گرفته‌ و در فارسی با عنوان تنفر نیز شناخته می‌شود.

## خلاصه نمایش
کارول (که نقش او را دنوو ۲۰ ساله بازی می‌کند) زن جوان بلژیکی است، که در یک آرایشگاه کار می‌کند. او از لحاظ روحی دختر آشفته و پریشانی است و نسبت به مردان احساس بدی دارد. حتی با پسری که شدیداً به او علاقه دارد، نمی‌تواند ارتباط برقرار کند. او در لندن به همراه خواهرش هلن (فرنوکس) زندگی می‌کند؛ در حالی که به‌شدت گوشه‌گیر و خجالتی است. هنگامی که هلن برای گذراندن تعطیلات به همراه دوست پسر متاهلش (هنری) به ایتالیا می‌رود، کارول تنها می‌ماند. او پس از انزوا در محیط کار، خودش را در آپارتمان‌شان محبوس می‌کند و به مرور اسیر ترس‌های جنون‌آور و پارانویایی خودش می‌گردد.
مدتی را در خانهٔ خواهرش در تنهایی می‌گذراند ولی این تنهایی او را دچار فشارهای شدید روانی می‌کند. به‌طوری که در رویاهایش مورد تجاوز قرار می‌گیرد. این آشفتگی در زندگی روزمره‌اش وارد می‌شود و موجب ارتکاب قتل‌هایی می‌شود. قتل‌هایی که برای رهایی خود از دست متجاوزان انجام می‌دهد.
در انتها، پولانسکی عکسی را از کارول جوان نشان می‌دهد…

## Imagery
آپارتمان به عنوان یک کابوس نشان داده می‌شود: آپارتمان پر است از سایه‌های عجیب و گوشه‌های تاریکی که از زوایای غیرمعمول دیده می‌شوند. دست‌هایی که از دیوار بیرون آمده‌اند و هر روز اشیا به اشیای دهشت‌آور مبدل می‌گردند.
یکی از بهترین و شناخته‌شده‌ترین تصاویر، خرگوشی است که برای ناهار آماده می‌گردد اما هرگز پخته نمی‌شود. خرگوش در طول فیلم در یک گوشهٔ اتاق قرار دارد با یک تیغ صورت‌تراشی که در بشقاب در کنار خرگوش قرار گرفته‌است. با جلو رفتن فیلم خرگوش شروع به گندیدن می‌کند تا اینکه اولین حشرات و سپس مگس‌ها شروع به خوردن لاشهٔ آن می‌کنند. وخامت اوضاع خرگوش استعاره‌ای از وضعیت بازیگر اصلی فیلم است.
انزجار اولین «سه‌گانه آپارتمانی» پولانسکی است (دو اثر دیگر بچه رزماری و مستأجر هستند).

## فیلم‌های مشابه
- بچه رزماری (۱۹۶۸)، به کارگردانی رومان پولانسکی
- پی (۱۹۹۸)، به کارگردانی دارن آرونوفسکی
- می (۲۰۰۲)، به کارگردانی لاکی مک کی
- Music videos for The Cardigans' "Hanging Around" and Metric's "Monster Hospital" were directly inspired by the film.

## جوایز
- ۱۹۶۵: فستیوال بین‌المللی فیلم برلین، خرس نقره‌ای برلین